# Christian Seibert (Pianist)

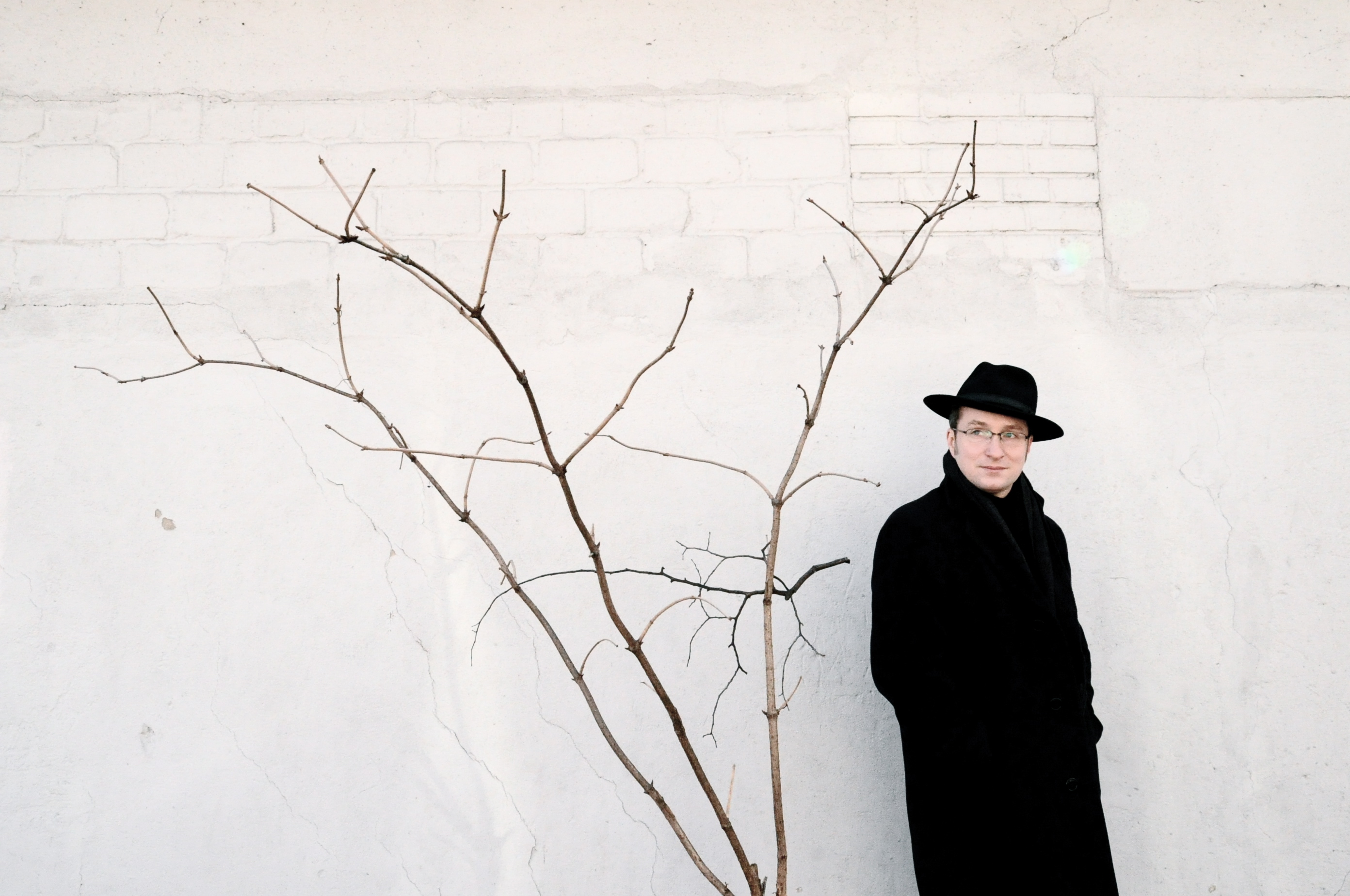
Christian Seibert

Christian Seibert (* 1975 in Delmenhorst) ist ein deutscher Pianist. Er gründete die Kleist-Musikschule, die es sich zum Anliegen gemacht hat, das Ensemblespiel von früh an zu fördern.

## Leben und Karriere
Christian Seibert stammt aus einer Musikerfamilie – sein Vater ist der Pianist und Kammermusiker Kurt Seibert – und gab seine ersten öffentlichen Auftritte bereits im Alter von zehn Jahren. Mit 16 begann er seine Studien bei Pavel Gililov in Köln. Es folgten Studienaufenthalte in Wien und studienbegleitende Meisterkurse bei renommierten Pianisten wie Bruno Leonardo Gelber oder Rudolf Kehrer. Internationale Wettbewerbserfolge, darunter der Busoni-Wettbewerb in Bozen und der Robert-Schumann-Wettbewerb in Zwickau, ebneten ihm den Weg zu einer regen internationalen Konzerttätigkeit, u. a. mit dem European Union Chamber Orchestra, und zur Aufnahme in zahlreiche Förderprogramme.
Im März 2013 gründete er die Kleist-Musikschule in Frankfurt (Oder). Im selben Jahr wurde Christian Seibert zum künstlerischen Leiter der „Lounge‐Konzerte“ der Europa-Universität Viadrina in Frankfurt (Oder) ernannt.

### Festivals und Konzerte
Ein besonderes Anliegen ist ihm die Musik der Wende vom 19. zum 20. Jahrhundert. Im Einsatz für seltenes Repertoire spielte er mit dem Kairos Quartett Salzburg bei einer Vierländertournee 22 Konzerte mit Furtwänglers 65-minütigen Klavierquintett. Er ist regelmäßig auf Festivals wie dem Alpenklassik Festival Bad Reichenhall, dem Bodenseefestival, dem tschechischen Dvořák Festival, dem Festival International Echternach (Luxemburg), dem Festival Internacional de Música Santander (Spanien) und dem Klavierfestival Ruhr zu hören und gibt Soloabende in München (Gasteig), Salzburg (Residenz), Bremen (Glocke), Hamburg (Musikhalle), Prag, London (Wigmore Hall), New York, Atlanta und Dubai.

### Aufnahmen
Sein Interesse für die Musik der Jahrhundertwende führte zu Radioproduktionen und Mitschnitten des WDR u. a. der selten gespielten, hochanspruchsvollen Konzertetüden von Ernst Toch, die das Raritäten Label cpo auf den Markt brachte. Seine zweite cpo CD widmete er dem Komponisten Paul Hindemith, und 2012 sind die Werke für Klavier und Orchester von Alexander Tansman mit dem Brandenburgischen Staatsorchester Frankfurt/Oder unter GMD Howard Griffiths bei cpo veröffentlicht worden. Elisabeth Richter in ihrer CD-Vorstellung auf WDR3 TonArt: „... Die Präzision und Souveränität mit der Christian Seibert den höllisch schweren Klavierpart spielt, sind schlicht faszinierend und sein musikalisches Feuer, seine Empfindsamkeit und seine Anschlagsnuancierung sind wie geschaffen für Tansmans farbenreiche Tonsprache. ... “ (13. Juli 2012)
Bei dem Label EDA erschien 2011 das gesamte Sonatenklavierwerk von Krzysztof Meyer. Bereits eingespielt sind die Klavierwerke von Nino Rota, die demnächst veröffentlicht werden.
- 2004 Ernst Toch: Capriccetti op. 36, Kleinstadtbilder op. 49, Sonata op. 47, Burlesken op. 31, Konzert Etüden op. 55, CPO 999 926 2[3]
- 2007 Paul Hindemith: Klaviersonate Nr. 3, Tanzstücke op. 19, In einer Nacht op. 15, CPO 777 171 2[4]
- 2011 Krzysztof Meyer: Klaviersonaten Nr. 1 6, Aphorismen op. 3, Quasi una fantasia op. 104, EDA 36 (2CD)[5]
- 2012 Alexandre Tansman: Concertino (1913), Konzert für Klavier und Orchester (1931), CPO 777 449 2[6]